# 道の駅どなり
道の駅どなり（みちのえき どなり）は、徳島県阿波市にある国道318号の道の駅である。
2016年（平成28年）4月にリニューアルオープンした。コンセプトは、食とアートの融合。

## 施設
- 駐車場
  - 普通車：26台
  - 大型車：5台
  - 身障者用：2台
- トイレ （いずれも24時間利用可能）
  - 男：大 4器、小 6器
  - 女：6器
  - 身障者用：2器
- 公衆電話
- 売店
- 喫茶軽食コーナー
- お土産コーナー
- たらいうどん体験スペース
- ギャラリースペース
- 展望喫茶スペース
- 水車粉屋
- 東屋

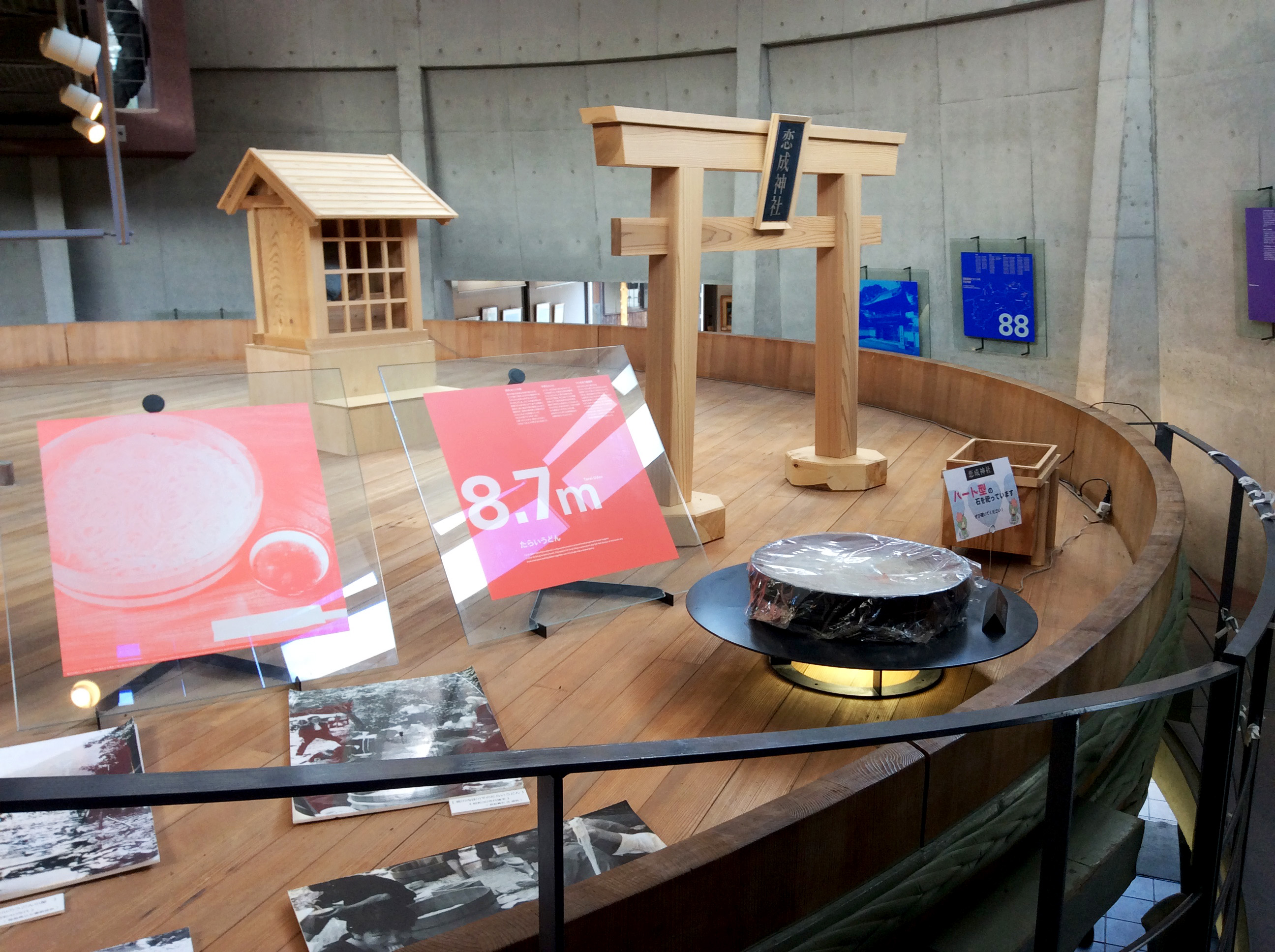
恋成神社と巨大たらい

- コインシャワー(24時間)　15分/300円
- 恋成神社

建物の特徴
道の駅「どなり」が、円筒形をしている理由は、1階の喫茶コーナーの天井が、地元の伝統料理「たらいうどん」に使われる「たらい」（直径は8.7m）でできているためである。その「たらい」の中には、自然にハート型に成形された石をご神体とした、恋愛成就の「恋成神社」がある。
食事・ギャラリースペース
館内の喫茶スペースは、軽食から定食まで食べることができ、名物のたらいうどんは、400円。 二階へと続くゆるやかなスロープには、地元の手づくり作家による作品が展示・販売されており、ギャラリースペースではアマチュアバンドによる演奏もたびたび行われている。

## 休館日
- 毎週月曜日（祝日の場合は翌火曜日）
- 12月28日  - 1月2日

## アクセス
- 国道318号 - 登録路線
- JR鴨島駅
- E32 徳島自動車道 3 土成IC

## 周辺
- 宮川内谷川
- 宮川内ダム
- 宮川内ダム公園
- 天然温泉御所の郷